# Copa Mundial de Sóftbol Femenino de 2024
La Copa Mundial de Sóftbol Femenino de 2024 es la decimoctava edición de la competición de máximo nivel de sóftbol femenino. Se disputa en tres sedes: Italia, Irlanda y España,  con la fase de grupos celebrada en julio de 2023. La final se celebrará en Italia en julio de 2024. 
Esta será la primera vez que Irlanda, Italia y España organicen una Copa Mundial de Sóftbol en cualquier categoría, y la segunda vez que la Copa Mundial de Sóftbol Femenino se juega en Europa, después de que Holanda organizara el torneo en 2014. 
Estados Unidos es el equipo campeón defensor, al derrotar a Japón 3:2 en la final de 2022

## Elección de la sede
La Confederación Mundial de Béisbol y Sóftbol (WBSC) otorgó el 9 de junio de 2022,  los derechos de hospedaje de la Copa Mundial de Sóftbol Femenino WBSC a Italia, Irlanda y España. Cada una de estas tres naciones europeas albergará un grupo de la Copa Mundial de Sóftbol en 2023, con Italia organizando las Finales en 2024. Serán anfitrionas por primera vez de un evento de esta categoría, y al mismo tiempo será la vez primera en que tres países sean coanfitriones de la Copa. 
El Grupo A será albergado por un estadio de sóftbol construido a propósito del evento, en el complejo deportivo del club O'Dwyers, en Balbriggan. El Camp Municipal de Beisbol i Sofbol de la Fundación Deportiva Municipal de Valencia, del Tramo VI del Río Turia, albergará el Grupo B. El Campo Comunale da Softball, perteneciente al complejo deportivo de Castions di Strada será el coanfitrión del Grupo C y de las finales, junto al Campo de Baseball-Softball de la ciudad de Buttrio, que será sede únicamente de juegos de la fase de grupos.
| Grupo A             | Grupo B                                        | Grupo C y Finales            | Grupo C y Finales               |
| Balbriggan, Irlanda | Valencia, España                               | Castions di Strada, Italia   | Buttrio, Italia                 |
| ------------------- | ---------------------------------------------- | ---------------------------- | ------------------------------- |
| O'Dwyers GAA        | Camp Municipal de Beisbol i Sofbol de València | Campo Comunale da Softball   | Campo da Baseball-Softball      |
|                     |                                                |                              |                                 |
| Capacidad: 2500     | Capacidad: 500                                 | Capacidad: 2772              | Capacidad: 2772                 |
| Equipo local: TBD   | Equipo local: Club Beisbol Astros Valencia     | Equipo local: ASD Castionese | Equipo local: White Sox Buttrio |

## Árbitros

### Grupo A
Director de Árbitros:  Gian Paolo Pelosi
Árbitros:
- Marni Bodnarchuk
- Anthony Kaiaruna
- Galip Sönmez
- Sara Dielen
- Patrick Reus
- Trevor Topping
- Norikazu Hamasaki
- Renzo Ruiz salzido
- Michal Zidek

### Grupo B
Director de Árbitros:  Luis Ignacio Pardo Lozano

Árbitros:
- Juan Felipe Arteaga Gonzáles
- Jan Hora
- Jana Lee McCaskill
- Jason Lewins Carter
- Gabriela Elizabeth Jiménez
- Ayaka Sasajima
- Naomi Jenise Erdahl
- Thomas Hans-Georg Lohnert
- Manuel Tovar

### Grupo C
Director de Árbitros:  Chris Drumm
Árbitros:
- Mariana Atanasova-Prins
- José Chaparro
- Sabrina Fabrizi
- Maykel García CUE
- Yu Sung Lin
- Alen Magdalenic
- Abel Amos Mataboge
- Steve McCown
- Zhiling Yu

## Formato de competición
La Copa Mundial de Sóftbol Femenino representa la primera Copa Mundial de la WBSC que se juega bajo el innovador formato de dos etapas, que brinda más flexibilidad y oportunidades para que las ciudades, regiones y países sean anfitriones y participen en eventos de la WBSC. 
Las 18 selecciones nacionales competirán en la fase de grupos de 2023 repartidos en tres grupos y disputarán un total de 57 partidos, entre todos los equipos. Cada grupo comenzará con un round robin a una vuelta. Los cuatro mejores equipos del round robin avanzarán a los play- offs donde los ocupantes del primer y segundo lugar se enfrentarán por un cupo en las Finales. El perdedor de ese partido jugará contra el ganador entre tercero y cuarto lugar del round robin, por el segundo cupo en las Finales. Por último, los ocupantes de los últimos sitios del grupo jugarán un partido de clasificación.
Los dos mejores equipos de cada grupo de la fase de grupos, más dos comodines, avanzarán a la final de la Copa del Mundo de ocho equipos, que se celebrará en Italia en 2024.
Los criterios de designación de comodines para las Finales son (en orden):
Criterio 1: Un puesto comodín asegurado para el país anfitrión;
Criterio 2: Primeros equipos en tercer lugar en la fase de grupos, según la clasificación final de la edición anterior de la Copa del Mundo;
Criterio 3: Los mejores equipos en tercer lugar en la Etapa de grupos en función de la posición más alta en el Ranking de la WBSC al final del año calendario anterior.
Durante la fase final, después de un round-robin de grupo, los dos primeros clasificados de cada grupo avanzan a la Súper Ronda, mientras que los equipos número tres y cuatro competirán en la Ronda de Colocación.  Los cabezas de serie número uno y dos después de la Súper Ronda competirán en la final de la Copa Mundial.  Los finalistas tercero y cuarto jugarán por el bronce. 

## Clasificación y equipos participantes
Con el nuevo formato aprobado de 18 equipos nacionales, la WBSC ha distribuido los cupos continentales de la siguiente manera:
- Wild card Anfitriones 2 cupos:  Irlanda,  España
- WBSC Africa 2 cupos:  Sudáfrica,  Botsuana
- WBSC Américas 5 cupos:  Estados Unidos,  Canadá,  Cuba,  Puerto Rico,  Venezuela
- WBSC Asia 3 cupos:  Japón,  China,  China Taipéi
- WBSC Europe 3 cupos:  Países Bajos,  Reino Unido,  Italia
- WBSC Oceanía 2 cupos:  Nueva Zelanda,  Australia
- Wild card 1 cupo:  Filipinas

Los participantes fueron determinados a través de los campeonatos continentales.
| Equipo         | Ranking | Participaciones anteriores (Última vez) | Mejor resultado                                                                  |
| -------------- | ------- | --------------------------------------- | -------------------------------------------------------------------------------- |
| Italia         | 8       | 13 (2022)                               | Sexto (1998, 2006)                                                               |
| Irlanda        | 17      | 1 (2016)                                | 26.º (2016)                                                                      |
| España         | 12      | 1 (1994)                                | 19.º (1994)                                                                      |
| Sudáfrica      | 38      | 7 (2018)                                | Décimo (1974)                                                                    |
| Botsuana       | 43      | 5 (2018)                                | 14.º (2006, 2014)                                                                |
| Estados Unidos | 1       | 17 (2022)                               | Campeón (1974, 1978, 1986, 1990, 1994, 1998, 2002, 2006, 2010, 2016, 2018, 2022) |
| Canadá         | 5       | 16 (2022)                               | Subcampeón (1978)                                                                |
| Cuba           | 28      | 5 (2016)                                | Noveno (2010)                                                                    |
| Puerto Rico    | 4       | 11 (2022)                               | Quinto (1986, 2018, 2022)                                                        |
| Venezuela      | 22      | 9 (2018)                                | Quinto (2010)                                                                    |
| Japón          | 2       | 15 (2022)                               | Campeón (1970, 2012, 2014)                                                       |
| China          | 11      | 11 (2018)                               | Subcampeón (1986, 1994)                                                          |
| China Taipéi   | 3       | 16 (2022)                               | Subcampeón (1982)                                                                |
| Países Bajos   | 10      | 14 (2018)                               | Cuarto (2016)                                                                    |
| Reino Unido    | 16      | 7 (2018)                                | Décimo (2006)                                                                    |
| Nueva Zelanda  | 29      | 16 (2018)                               | Campeón (1982)                                                                   |
| Australia      | 9       | 17 (2022)                               | Campeón (1965)                                                                   |
| Filipinas      | 26      | 7 (2018)                                | Tercero (1970)                                                                   |

Año en cursiva significa sede del evento. Año en negrita significa campeón del evento.

## Fase de grupos

### Grupo A
El Grupo A se disputó en Balbriggan, Irlanda, del 11 al 15 de julio de 2023.
| Pos | Equipo         | JJ | JG | JP | CA | CP | DC  | Dif | Calificación             |
| --- | -------------- | -- | -- | -- | -- | -- | --- | --- | ------------------------ |
| 1   | Reino Unido    | 3  | 3  | 0  | 11 | 0  | +11 | -   | Final del Grupo A        |
| 2   | Estados Unidos | 3  | 3  | 0  | 21 | 0  | +21 | -   | Final del Grupo A        |
| 3   | Australia      | 5  | 3  | 2  | 19 | 3  | +16 | 1   | Tercer lugar del Grupo A |
| 4   | China Taipéi   | 5  | 2  | 3  | 21 | 13 | +8  | 2   | Tercer lugar del Grupo A |
| 5   | Irlanda        | 4  | 1  | 3  | 8  | 22 | -14 | 2.5 | Quinto lugar del Grupo A |
| 6   | Botsuana       | 4  | 0  | 4  | 0  | 42 | -42 | 3.5 | Quinto lugar del Grupo A |

Los últimos tres partidos del round robin fueron cancelados debido a las condiciones climáticas, sin que pudieran modificar las clasificaciones a los play-offs.

#### Play-offs
| Ronda        | Fecha               | Hora local | Equipo visitante | Marcador  | Equipo local   | Inn. | Sede         | Duración | Asistencia | Boxscore |
| ------------ | ------------------- | ---------- | ---------------- | --------- | -------------- | ---- | ------------ | -------- | ---------- | -------- |
| Quinto lugar | 15 de julio de 2023 | 15:30      | Botsuana         | Cancelado | Irlanda        | —    | O'Dwyers GAA | —        | —          | —        |
| Tercer lugar | 15 de julio de 2023 | 17:15      | China Taipéi     | 3:4       | Australia      | 7    | O'Dwyers GAA | 1:53     | 139        | Boxscore |
| Final        | 15 de julio de 2023 | 8:00       | Reino Unido      | 0:7       | Estados Unidos | 5    | O'Dwyers GAA | 1:32     | 55         | Boxscore |
| Repechaje    | 15 de julio de 2023 | 19:35      | Australia        | 4:1       | Reino Unido    | 7    | O'Dwyers GAA | 2:17     | 56         | Boxscore |

El partido de clasificación por el quinto lugar fue suspendido debido a las condiciones climáticas. 
Equipos clasificados a la final: 
- Campeón del Grupo A:  Estados Unidos
- Repechaje:  Australia

Jugadora más valiosa del Grupo A:  Hannah Flippen

### Grupo B
El Grupo B se disputó en Valencia, España, del 18 al 22 de julio de 2023.
| Pos | Equipo       | JJ | JG | JP | CA | CP | DC  | Dif | Calificación             |
| --- | ------------ | -- | -- | -- | -- | -- | --- | --- | ------------------------ |
| 1   | China        | 5  | 4  | 1  | 15 | 4  | +11 | -   | Final del Grupo B        |
| 2   | Puerto Rico  | 5  | 4  | 1  | 11 | 4  | +7  | -   | Final del Grupo B        |
| 3   | Cuba         | 5  | 4  | 1  | 17 | 10 | +10 | -   | Tercer lugar del Grupo B |
| 4   | Países Bajos | 5  | 2  | 3  | 21 | 12 | +9  | 2   | Tercer lugar del Grupo B |
| 5   | España       | 5  | 1  | 4  | 17 | 13 | +4  | 3   | Quinto lugar del Grupo B |
| 6   | Sudáfrica    | 5  | 0  | 5  | 5  | 43 | -38 | 4   | Quinto lugar del Grupo B |

Según criterios de desempate, las tres selecciones tienen una victoria en los juegos entre ellas, por lo que se acude a las carreras permitidas en los juegos entre ellas. China permitió 2, Puerto Rico 3 y Cuba 4 por lo que se ordenan así.

#### Play-offs
| Ronda        | Fecha               | Hora local | Equipo visitante | Marcador | Equipo local | Inn. | Sede                       | Duración | Asistencia | Boxscore |
| ------------ | ------------------- | ---------- | ---------------- | -------- | ------------ | ---- | -------------------------- | -------- | ---------- | -------- |
| Quinto lugar | 22 de julio de 2023 | 10:00      | Sudáfrica        | 0:5      | España       | 7    | Camp Municipal de València | 1:32     | 350        | Boxscore |
| Tercer lugar | 22 de julio de 2023 | 12:30      | Países Bajos     | 2:1      | Cuba         | 7    | Camp Municipal de València | 2:12     | 205        | Boxscore |
| Final        | 22 de julio de 2023 | 15:00      | Puerto Rico      | 2:1      | China        | 7    | Camp Municipal de València | 1:41     | 201        | Boxscore |
| Repechaje    | 22 de julio de 2023 | 18:00      | Países Bajos     | 2:0      | China        | 7    | Camp Municipal de València | 2:06     | 350        | Boxscore |

Equipos clasificados a la final: 
- Campeón del Grupo B:  Puerto Rico
- Repechaje:  Países Bajos

Jugadora más valiosa del Grupo B:  Aleshia Ocasio

### Grupo C
El Grupo C se disputó en las ciudades italianas de Castions di Strada y Buttrio, del 22 al 26 de julio de 2023.
| Pos | Equipo        | JJ | JG | JP | CA | CP | DC  | Dif | Calificación             |
| --- | ------------- | -- | -- | -- | -- | -- | --- | --- | ------------------------ |
| 1   | Canadá        | 5  | 4  | 1  | 22 | 13 | +9  | -   | Final del Grupo C        |
| 2   | Japón         | 5  | 4  | 1  | 44 | 8  | +36 | -   | Final del Grupo C        |
| 3   | Italia        | 5  | 3  | 2  | 24 | 11 | +13 | 1   | Tercer lugar del Grupo C |
| 4   | Filipinas     | 5  | 2  | 3  | 12 | 32 | -20 | 2   | Tercer lugar del Grupo C |
| 5   | Nueva Zelanda | 5  | 1  | 4  | 9  | 37 | -28 | 3   | Quinto lugar del Grupo C |
| 6   | Venezuela     | 5  | 1  | 4  | 12 | 22 | -10 | 3   | Quinto lugar del Grupo C |

Según criterios de desempate, Canadá derrotó 4:1 a Japón, y Nueva Zelanda 4:3 a Venezuela.

#### Play-offs
| Ronda        | Fecha               | Hora local | Equipo visitante | Marcador  | Equipo local  | Inn. | Sede                       | Duración | Asistencia | Boxscore |
| ------------ | ------------------- | ---------- | ---------------- | --------- | ------------- | ---- | -------------------------- | -------- | ---------- | -------- |
| Quinto lugar | 26 de julio de 2023 | 11:00      | Venezuela        | 4:0       | Nueva Zelanda | 7    | Campo Comunale da Softball | 2:06     | 130        | Boxscore |
| Tercer lugar | 26 de julio de 2023 | 14:00      | Filipinas        | 5:6       | Italia        | 7    | Campo Comunale da Softball | 2:05     | 400        | Boxscore |
| Final        | 26 de julio de 2023 | 17:00      | Japón            | 7:1       | Canadá        | 7    | Campo Comunale da Softball | 2:14     | 500        | Boxscore |
| Repechaje    | 26 de julio de 2023 | 20:00      | Italia           | Cancelado | Canadá        |      | Campo Comunale da Softball |          |            |          |

El partido de repechaje del Grupo C fue cancelado debido a condiciones climáticas adversas. Canadá asegura el cupo del repechaje, mientras que Italia, por su condición como sede de la final, asegura uno de los dos wild cards disponibles para esta etapa. 
Equipos clasificados a la final: 
- Campeón del Grupo C:  Japón
- Repechaje:  Canadá

Jugadora más valiosa del Grupo C:  Ayane Nakagawa

### Equipos clasificados mediantewild card
- Italia: Anfitrión de la final.
- China: Mejor ubicación en el Mundial anterior respecto a  Reino Unido.[11]

## Finales
La fase final se desarrollará entre el 15 y el 21 de julio de 2024, en Castions di Strada, Italia. 

### Grupo A
| Pos | Equipo         | JJ | JG | JP | CA | CP | DC  | Dif | Calificación           |
| --- | -------------- | -- | -- | -- | -- | -- | --- | --- | ---------------------- |
| 1   | Estados Unidos | 3  | 3  | 0  | 18 | 2  | +16 | -   | Súper Ronda            |
| 2   | Canadá         | 3  | 2  | 1  | 14 | 11 | +3  | 1   | Súper Ronda            |
| 3   | Italia         | 3  | 1  | 2  | 10 | 12 | -2  | 2   | Ronda de Clasificación |
| 4   | China          | 3  | 0  | 3  | 2  | 19 | -17 | 3   | Ronda de Clasificación |

### Grupo B
| Pos | Equipo       | JJ | JG | JP | CA | CP | DC  | Dif | Calificación           |
| --- | ------------ | -- | -- | -- | -- | -- | --- | --- | ---------------------- |
| 1   | Japón        | 3  | 3  | 0  | 15 | 3  | +12 | -   | Súper Ronda            |
| 2   | Países Bajos | 3  | 2  | 1  | 12 | 7  | +5  | 1   | Súper Ronda            |
| 3   | Puerto Rico  | 3  | 1  | 2  | 6  | 12 | -6  | 2   | Ronda de Clasificación |
| 4   | Australia    | 3  | 0  | 3  | 3  | 14 | -11 | 3   | Ronda de Clasificación |

### Ronda de Clasificación
| Pos | Equipo      | JJ | JG | JP | CA | CP | DC | Dif |
| --- | ----------- | -- | -- | -- | -- | -- | -- | --- |
| 1   | Puerto Rico | 2  | 2  | 0  | 9  | 10 | -1 | -   |
| 2   | China       | 2  | 1  | 1  | 9  | 3  | +6 | 1   |
| 3   | Italia      | 2  | 1  | 1  | 7  | 11 | -4 | 1   |
| 4   | Australia   | 2  | 0  | 2  | 5  | 6  | -1 | 2   |

### Súper Ronda
| Pos | Equipo         | JJ | JG | JP | CA | CP | DC  | Dif | Calificación |
| --- | -------------- | -- | -- | -- | -- | -- | --- | --- | ------------ |
| 1   | Estados Unidos | 3  | 3  | 0  | 14 | 2  | +12 | -   | Final        |
| 2   | Japón          | 3  | 2  | 1  | 11 | 5  | +6  | 1   | Final        |
| 3   | Canadá         | 3  | 1  | 2  | 9  | 12 | -3  | 2   | Tercer lugar |
| 4   | Países Bajos   | 3  | 0  | 3  | 6  | 17 | -11 | 3   | Tercer lugar |

## Ronda Final

### Tercer Lugar
| Equipo       | 1 | 2 | 3 | 4 | 5 | 6 | 7 | 8 | 9 | 10 | 11 | C  | H  | E |
| ------------ | - | - | - | - | - | - | - | - | - | -- | -- | -- | -- | - |
| Países Bajos | 0 | 0 | 5 | 0 | 0 | 0 | 0 | 1 | 0 | 1  | 0  | 7  | 9  | 0 |
| Canadá (11)  | 0 | 0 | 0 | 1 | 0 | 4 | 0 | 1 | 0 | 1  | 4  | 11 | 11 | 1 |

LG: Morgan Rackel  LP: J'dah Catherine Genevieve Girigorie  
HRs:  NED – Laura Wissink  CAN – Callum Pilgrim, Natalie Wideman

### Final
| Equipo         | 1 | 2 | 3 | 4 | 5 | 6 | 7 | C | H  | E |
| -------------- | - | - | - | - | - | - | - | - | -- | - |
| Japón          | 0 | 2 | 0 | 4 | 0 | 0 | 0 | 6 | 11 | 0 |
| Estados Unidos | 1 | 0 | 0 | 0 | 0 | 0 | 0 | 1 | 5  | 2 |

LG: Miu Goto  LP: Kelly Maxwell  SV: Yukiko Ueno  